# Hedwigskirche (Wisła)
Die Hedwigskirche (polnisch Kościół św. Jadwigi Śląskiej na Zadnim Groniu w Wiśle-Czarnem) in Wisła, Polen, ist eine katholisch-evangelische Schlosskirche in der Nähe des Präsidentenschlosses auf dem Osthang des Zadni Groń in den Schlesischen Beskiden oberhalb des Westufers des Stausees Jezioro Czerniańskie. Sie ist Hedwig von Schlesien geweiht. Sie dient seit den 1930er Jahren als Schlosskirche des Präsidentenschlosses. 

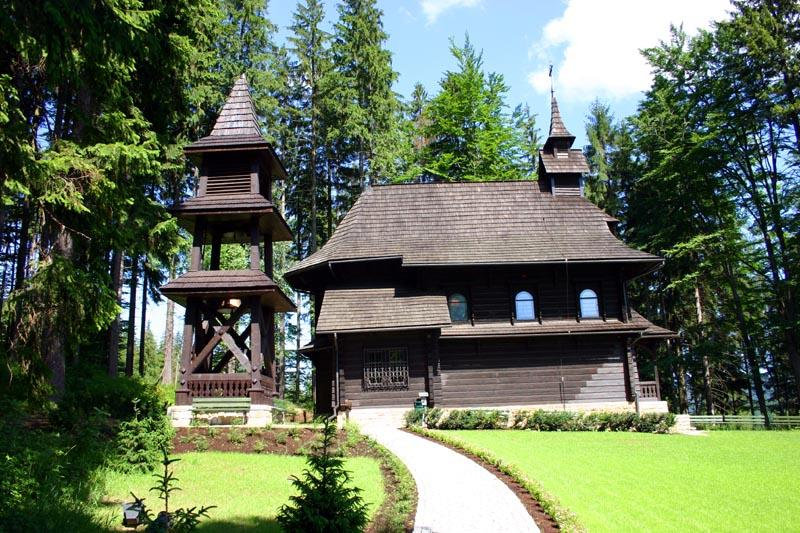
Hedwigskirche mit Glockenturm

## Geschichte
Die Kirche wurde 1909 von Friedrich Habsburg gestiftet. Die Inneneinrichtung stammt aus dem Frühbarock und wurde aus anderen Kirchen verbracht bzw. wurde von den polnischen Präsidenten und ihren Gattinen gestiftet, unter anderem von Aleksander Kwaśniewski, Jolanta Kwaśniewska, Maria Kaczyńska und Andrzej Duda.

## Gottesdienste
Die Kirche ist für Touristen und Gläubige zugänglich. Es finden regelmäßig evangelische und katholische Gottesdienste statt, zu besonderen Anlässen – wie die Trauerfeier nach dem Flugunfall von Smolensk Smolensk – auch ökumenische Messen.